# ماتون
ماتون (إلينوي) (بالإنجليزية: Mattoon, Illinois)‏ هي مدينة تقع في الولايات المتحدة في إلينوي. يقدر عدد سكانها بـ 18,555 نسمة .

## التركيبة السكانية
حدّد مكتب تعداد الولايات المتحدة بيانات التركيبة السكانية لماتون في تعداد الولايات المتحدة. في ما يلي، التركيبة السكانية حسب تعدادي 2000 و2010.

### تعداد عام 2000
بلغ عدد سكان ماتون 18,291 نسمة بحسب تعداد عام 2000، وبلغ عدد الأسر 8,105 أسرة وعدد العائلات 4,680 عائلة مقيمة في المدينة. في حين سجلت الكثافة السكانية 684.5 نسمة لكل كيلومتر مربع (1,772.8/ميل2). وبلغ عدد الوحدات السكنية 8,830 وحدة بمتوسط كثافة قدره 330.5 لكل كيلومتر مربع (856.0/ميل2).
وتوزع التركيب العرقي للمدينة بنسبة 96.64% من البيض و1.42% من الأمريكيين الأفارقة و0.18% من الأمريكيين الأصليين و0.41% من الأمريكيين ذوي الأصول الآسيوية و0.01% من سكان جزر المحيط الهادئ و0.41% من الأعراق الأخرى و0.93% من عرقين مختلطين أو أكثر و1.27% من الهسبانيون أو اللاتينيون من أي عرق.
بلغ عدد الأسر 8,105 أسرة كانت نسبة 29.1% منها لديها أطفال تحت سن الثامنة عشر تعيش معهم، وبلغت نسبة الأزواج القاطنين مع بعضهم البعض 43.6% من أصل المجموع الكلي للأسر، ونسبة 10.5% من الأسر كان لديها معيلات من الإناث دون وجود شريك، بينما كانت نسبة 3.6% من الأسر لديها معيلون من الذكور دون وجود شريكة وكانت نسبة 42.3% من غير العائلات. تألفت نسبة 35.6% من أصل جميع الأسر من عدة أفراد يعيشون في نفس المنزل ونسبة 14.9% كانت تتألف من شخص يعيش بمفرده يبلغ من العمر 65 عاماً أو أكثر. وبلغ متوسط حجم الأسرة المعيشية 2.21، أما متوسط حجم العائلات فبلغ 2.87.
بلغ العمر الوسطي للسكان 37.6 عاماً. وكانت نسبة 22.3% من القاطنين تحت سن الثامنة عشر، وكانت نسبة 11.2% بين الثامنة عشر والرابعة والعشرين عاماً، ونسبة 27.4% كانت واقعةً في الفئة العمرية ما بين الخامسة والعشرين والرابعة والأربعين عاماً، ونسبة 20.7% كانت ما بين الخامسة والأربعين والرابعة والستين، ونسبة 16.3% كانت ضمن فئة الخامسة والستين عاماً فما فوق. يوجد لكل 100 أنثى 91.5 ذكر، ويوجد لكل 100 أنثى في الثامنة عشر من عمرها فما فوق 87.7 ذكر.
بلغ متوسط دخل الأسرة في المدينة 31,800 دولارًا، أما متوسط دخل العائلة فبلغ 43,780 دولارًا. وكان متوسط دخل الذكور 32,339 دولارًا مقابل 21,949 دولارًا للإناث. وسجل دخل الفرد الخاص بالمدينة 18,186 دولارًا. وكانت نسبة 7.6% من العائلات ونسبة 13.4% من السكان تحت خط الفقر، وكان من هؤلاء نسبة 16.3% تحت سن الثامنة عشر ونسبة 10% في الخامسة والستين من العمر وما فوق.

### تعداد عام 2010
بلغ عدد سكان ماتون 18,555 نسمة بحسب تعداد عام 2010، وبلغ عدد الأسر 8,161 أسرة وعدد العائلات 4,598 عائلة مقيمة في المدينة. في حين سجلت الكثافة السكانية 694.4 نسمة لكل كيلومتر مربع (1,798.5/ميل2). وبلغ عدد الوحدات السكنية 8,941 وحدة بمتوسط كثافة قدره 334.6 لكل كيلومتر مربع (866.6/ميل2).
وتوزع التركيب العرقي للمدينة بنسبة 94.47% من البيض و2.42% من الأمريكيين الأفارقة و0.21% من الأمريكيين الأصليين و0.67% من الأمريكيين ذوي الأصول الآسيوية و0.01% من سكان جزر المحيط الهادئ و0.51% من الأعراق الأخرى و1.71% من عرقين مختلطين أو أكثر و1.78% من الهسبانيون أو اللاتينيون من أي عرق.
بلغ عدد الأسر 8,161 أسرة كانت نسبة 28.1% منها لديها أطفال تحت سن الثامنة عشر تعيش معهم، وبلغت نسبة الأزواج القاطنين مع بعضهم البعض 38.2% من أصل المجموع الكلي للأسر، ونسبة 13.4% من الأسر كان لديها معيلات من الإناث دون وجود شريك، بينما كانت نسبة 4.8% من الأسر لديها معيلون من الذكور دون وجود شريكة وكانت نسبة 43.7% من غير العائلات. تألفت نسبة 35.8% من أصل جميع الأسر من عدة أفراد يعيشون في نفس المنزل ونسبة 15.4% كانت تتألف من شخص يعيش بمفرده يبلغ من العمر 65 عاماً أو أكثر. وبلغ متوسط حجم الأسرة المعيشية 2.22، أما متوسط حجم العائلات فبلغ 2.87.
بلغ العمر الوسطي للسكان 38.5 عاماً. وكانت نسبة 22.3% من القاطنين تحت سن الثامنة عشر، وكانت نسبة 10.6% بين الثامنة عشر والرابعة والعشرين عاماً، ونسبة 24.5% كانت واقعةً في الفئة العمرية ما بين الخامسة والعشرين والرابعة والأربعين عاماً، ونسبة 25.2% كانت ما بين الخامسة والأربعين والرابعة والستين، ونسبة 17.5% كانت ضمن فئة الخامسة والستين عاماً فما فوق. وتوزع التركيب الجنسي للسكان بنسبة 47.8% ذكور و52.2% إناث.

## أعلام
- فرانك إدواردز
- أرلاند ويليامز
- تيري ميلر
- كلود جاي هنت
- جاكي موران